# Bücker Bü 133
Bücker Bü 133 Jungmeister napredan je školski avion Luftwaffea 1930-ih. Bio je to jednomotorni dvokrilac s jednim sjedalom. Konstrukcija od drveta i čeličnih cijevi bila je prekrivena platnom.

## Razvoj
Bü 133 nastao je na osnovama svog prethodnika, školskog dvosjeda  Bü 131. Bio je nešto manji i imao snažniji motor, što mu je dalo odlične akrobatske osobine.

## Operativno korištenje
Bü 133 korišten je kao napredni školski avion Luftwaffea na kojem su se, radi njegovih akrobatskih sposobnosti, obučavali budući piloti lovačkih aviona. 
U Dornieru je licencirano izrađivan za Ratno zrakoplovstvo Švicarske a za Ratno zrakoplovstvo Španjolske izrađivan je u španjolskoj avio-tvrtki EADS CASA. Za svaku zemlju proizvedeno je oko 50 zrakoplova. 

## Inačice
- Bücker Bü133A s Hirth HM 6 linijskim motorom od 135-KS (101-kW)
- Bücker Bü 133B - oznaka za licencirani avion (izrađivana su samo dva modela ove inačice).
- Bücker Bü133C sa Siemens Sh 14A-4 motorom.

## Korisnici
- NDH

Zrakoplovstvo NDH
- Treći Reich

Luftwaffe
- Francova Španjolska

Ratno zrakoplovstvo Španjolske
- Švicarska

Swiss Air Force

## Tehničke karakteristike
Osnovne karakteristike
- posada: 1, pilot
- dužina: 6 m
- raspon krila: 6,6 m
- površina krila: 12 m2
- visina: 2,2 m

Letne karakteristike
- najveća brzina: 220 km/h
- ekonomska brzina: 200 km/h
- dolet: 500 km
- najveća visina leta: 4.500 m
- motor: Siemens Sh 14A-4